# Edmontosaurus regalis
Az Edmontosaurus regalis a hüllők (Reptilia) osztályának dinoszauruszok csoportjába, ezen belül a madármedencéjűek (Ornithischia) rendjébe, az Ornithopoda alrendjébe és a Hadrosauridae családjába tartozó faj.
Az Edmontosaurus dinoszaurusznem típusfaja.

## Leírása
Az Edmontosaurus regalis ezelőtt 73-69 millió éve élt, a késő kréta korhoz tartozó campaniai és maastrichti korszakok határán. Az állat maradványait Észak-Amerika nyugati felén találták meg, Észak-Alaszkától egészen Coloradoig.
Az egyik legnagyobb hadrosaurida volt; a legnagyobb példányai elérték a 12-13 méteres hosszúságot és a 4 tonnát, bár az átlagos felnőtt állat csak 9 méteres lehetett. A feje tetején nem volt hangerősítőként szolgáló taraja; ehelyett kisebb csontos vagy húsos képződmények voltak. A kövületek megtalálásának helyszínei arra következtetnek, hogy az Edmontosaurus regalis a tengerpartokat és a part menti területeket kedvelte. Mivel a lelőhelyeken sokszor több mint egy példány található, feltételezhető, hogy csapatokban járt. A növényevő dinoszaurusz egyaránt képes járni négy lábon, de a hátsó két lábán is. A számos kövületnek köszönhetően az őslénykutatók tanulmányozni tudják az állat agytérfogatát, táplálékának összetevőit, sebesüléseit és betegségeit. A faj típuspéldánya az NMC 2288 raktárszámú példány.
A szaruból álló „csőrében” nem ültek fogak. Mindkét állkapcsában voltak, de ezek hátrább helyezkedtek el. A koponyája háromszögletű megjelenést kölcsönzött. A nyakában 13, a hátában 18, a csípője tájékán 9, míg a farkában ismeretlen számú csigolya volt. A mellső lábai kisebbek és vékonyabbak voltak, mint a hátsók. Mindegyik lábán három-három ujj volt, ezek pataszerű karmokban végződtek.

## Képek

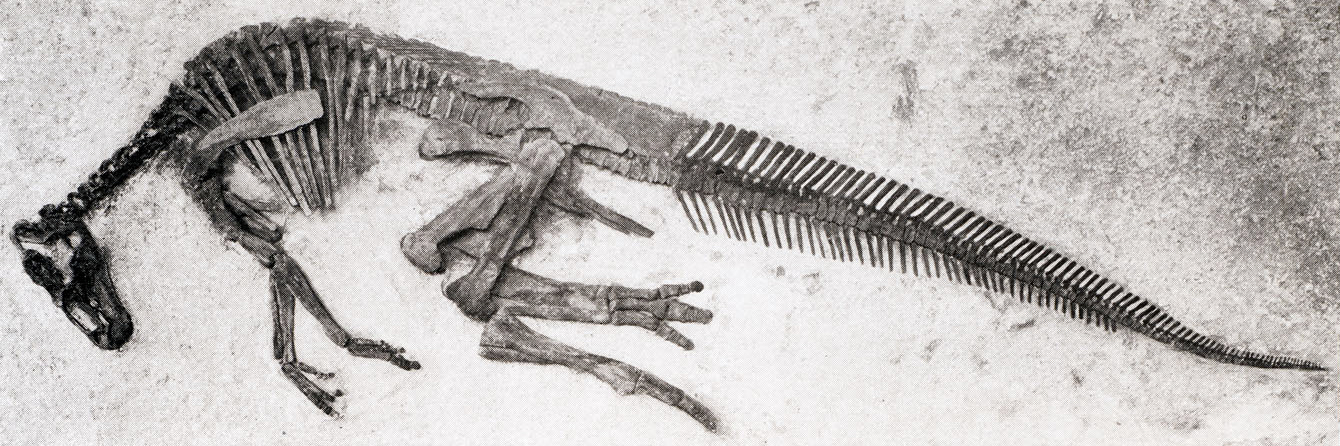
Csontváza,
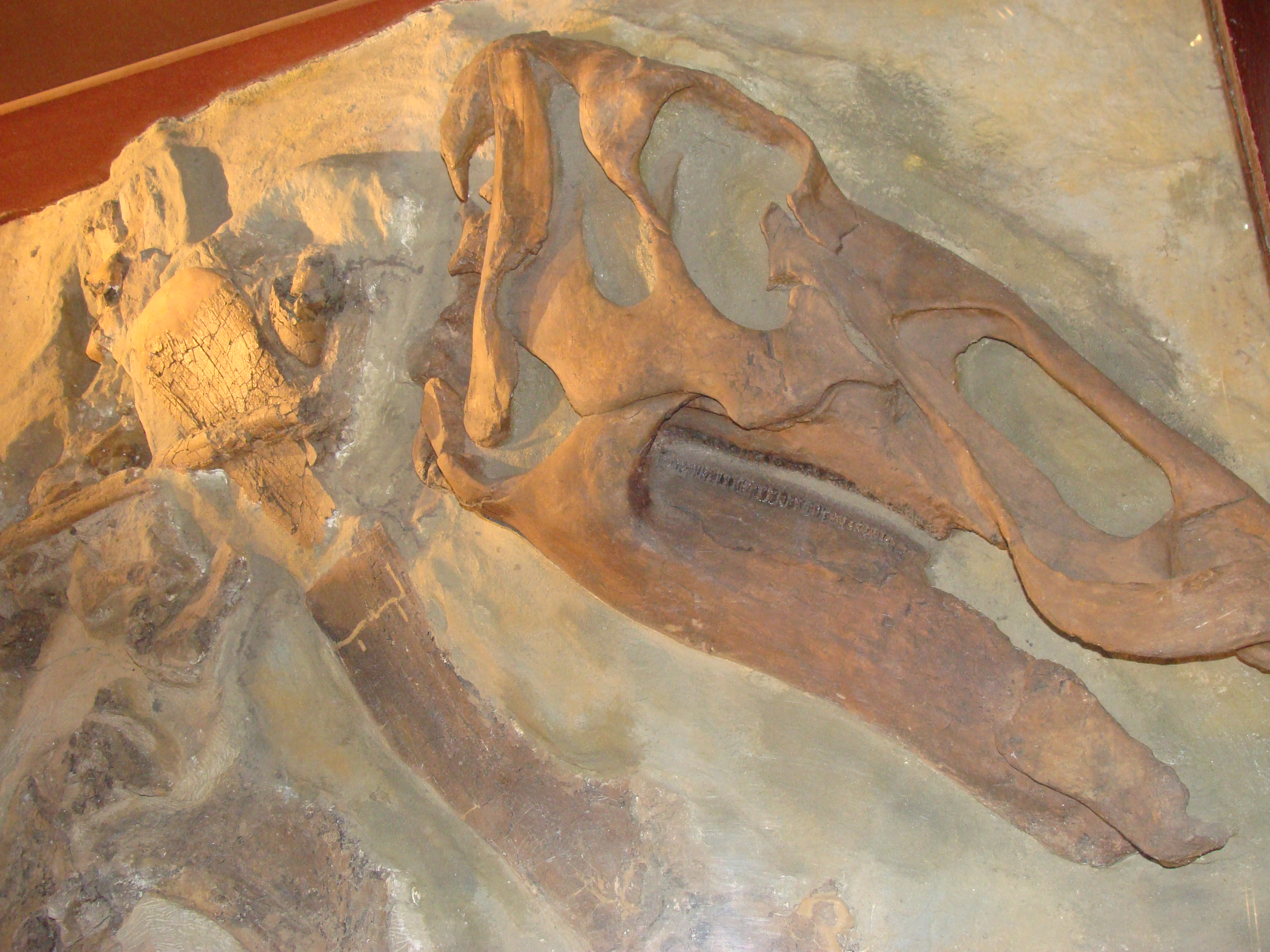
koponyája
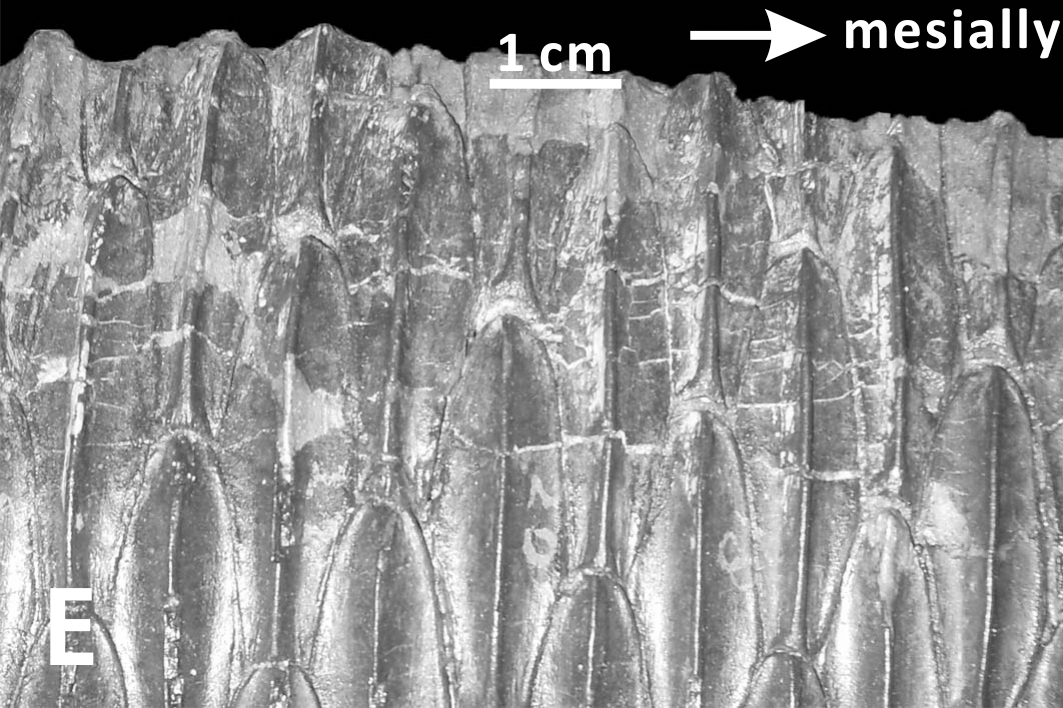
és fogainak teteje
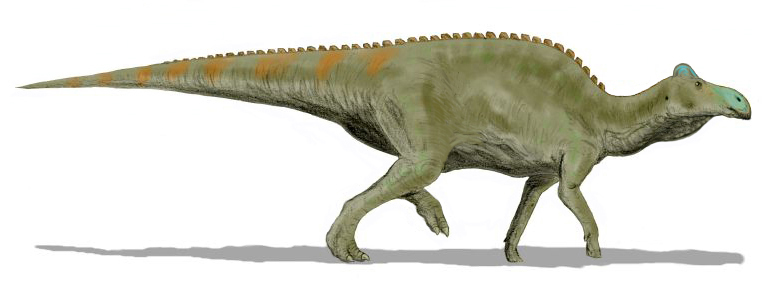
Az állat rekonstrukciója
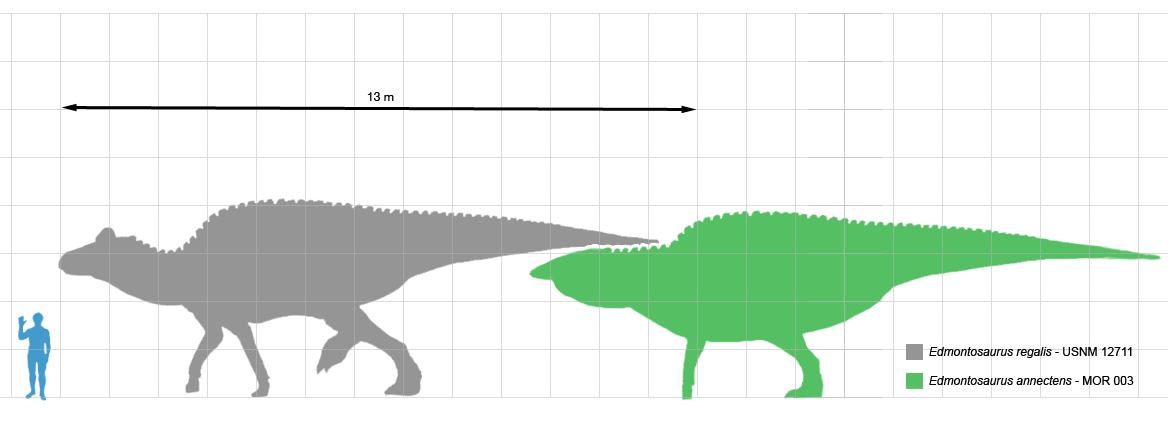
Az ember, az E. regalis (szürke) és az E. annectens méretének az összehasonlítása

## Fordítás
- Ez a szócikk részben vagy egészben  az   Edmontosaurus regalis című angol Wikipédia-szócikk ezen változatának fordításán alapul.  Az eredeti cikk szerkesztőit annak laptörténete sorolja fel. Ez a jelzés csupán a megfogalmazás eredetét és a szerzői jogokat jelzi, nem szolgál a cikkben szereplő információk forrásmegjelöléseként.